# Peremyshliany
Peremyshliany (em ucraniano:  Перемишляни, em polonês/polaco:  Przemyślany, em iídiche:  פרימישלאן) é uma cidade da Ucrânia, situada no Oblast de Leópolis. Tem 4,8 km² de área e sua população em 2020 foi estimada em 6.606 habitantes.